# Jordy Harink
Jordy Harink (Zaltbommel, 6 maart 1995) is een Nederlandse (marathon)schaatser en schaatst sinds 2020 voor de A-ware/Fonterra schaatsploeg.